# رانچو کالاوراس (کالیفرنیا)
رانچو کالاوراس (به انگلیسی: Rancho Calaveras) یک منطقهٔ مسکونی در ایالات متحده آمریکا است که در شهرستان کالاوراس، کالیفرنیا واقع شده‌است. رانچو کالاوراس ۲۱٫۷۷۰ کیلومتر مربع مساحت و ۵٬۳۲۴ نفر جمعیت دارد و ۱۶۱ متر بالاتر از سطح دریا واقع شده‌است.